# Alejandro Gangui
Alejandro Gangui (Buenos Aires, 5 de marzo de 1964 ) es un doctor en Astrofísica que trabaja como profesor Adjunto Regular (Universidad de Buenos Aires)
e Investigador Independiente (CONICET) en el Instituto de Astronomía y Física del Espacio.

## Biografía
Es un científico conocido principalmente por su tarea de divulgación de la ciencia en Argentina, a través de sus libros e intervenciones públicas. Entre sus actividades como divulgador se destaca su participación en el Comité Editorial de la revista Ciencia Hoy, co-ganador del Premio UBA al periodismo científico en 2009 y 2010,

la organización del ciclo de conferencias El Universo de Einstein que convocó a más de 150 personas cada día durante 40 jueves seguidos en el año 2005,

la coordinación del Área de Ciencias del Centro Cultural Borges y la organización de las Conferencias de Navidad de ese mismo Centro Cultural (desde el 2005),

y la coordinación del Concurso literario juvenil La Ciencia en los Cuentos (desde el 2006).

Junto con el Dr. Diego Golombek, estuvo entre los primeros científicos convocados para compartir sus ideas creativas en el formato de la Pecha Kucha Night de
Ciudad Cultural	Konex, de Buenos Aires, Argentina.
Junto a Eduardo L. Ortiz, descubrió un manuscrito inédito de Einstein jamás usado para iniciar su curso sobre la relatividad en la Argentina
 y
redescubrió la residencia de Buenos Aires donde Einstein se hospedó todo un mes en 1925.
 Fue co-organizador de la Muestra biblio-hemerográfica "Lecturas del cielo:
Libros de astronomía en la Biblioteca Nacional", que tuvo lugar en la Sala Leopoldo Marechal de la Biblioteca Nacional de la República Argentina entre el 16 de noviembre de 2009 y 21 de
marzo de 2010. En 2010 fue convocado como expedicionario astrónomo en la Expedición Paraná Ra'anga, que recorrió los ríos de la Plata, Paraná
y Paraguay, desde Buenos Aires hasta Asunción, proyecto que agrupó a unos 40 científicos y artistas en una travesía fluvial que recupera la tradición
histórica del viaje como instrumento de conocimiento y colaboración entre las artes y las ciencias.
Se graduó como Licenciado en Ciencias Físicas en la Universidad de Buenos Aires en 1991. En 1995 obtuvo el título Doctor Philosophiae in Astrophysics en la
ISAS/SISSA, International School for Advanced Studies, de Trieste, Italia, con la tesis doctoral "Cosmic Microwave Background Anisotropies and Theories
of the Early Universe", supervisada por el profesor Dennis W. Sciama. Fue investigador posdoctoral en el Centro Internacional de Física Teórica (Italia) y en el Observatorio de París (Francia), en el grupo de Brandon Carter. Recibió, entre otras, las becas “Robert Schuman”, “World Laboratory” y “Fondation des Treilles”, así como también subsidios de instituciones locales de la Argentina, de la Academia de Ciencias de Francia y del Ministerio de Ciencia y Tecnología de Italia.
Entre sus líneas de investigación se destacan la cosmología y la astrofísica, la historia de las ciencias y la educación en ciencias, temas en los que es
autor de numerosas publicaciones en revistas internacionales especializadas, así como también autor y editor de varios libros. Es una de las personas de
referencia de los principales medios de Argentina en varias de estas materias, como por ejemplo en temas de astronomía,
 de historia de la astronomía, de cosmología, de educación en ciencias, y de historia de la relatividad. Ejerce la docencia en el Instituto de Investigaciones CEFIEC de la Facultad de Ciencias Exactas y
Naturales de la Universidad de Buenos Aires.

## Publicaciones destacadas
- The Three-Point Correlation Function of the Cosmic Microwave Background in Inflationary Models, A.Gangui, F.Lucchin, S.Matarrese and S.Mollerach, Astrophys. Journal 430, 447-457 (1994).
- Doppler Peaks in the Angular Power Spectrum of the Cosmic Microwave Background: A Fingerprint of Topological Defects, R.Durrer, A.Gangui and M.Sakellariadou, Phys. Rev. Lett 76, 579-582 (1996).
- Avoidance of Collapse by Circular Current--Carrying Cosmic String Loops, B.Carter, P.Peter and A.Gangui, Phys. Rev. D 55, 4647-4662 (1997).
- In Support of Inflation, A.Gangui, Science 291, 837-838 (2001).
- Single Field Inflation and non-Gaussianity, A.Gangui, J.Martin and M.Sakellariadou, Phys. Rev. D 66, 083502 (1-23) (2002).
- A Preposterous Universe, A.Gangui, Science 299, 1333-1334 (2003).
- La cosmología de la Divina Comedia, A.Gangui, Ciencia Hoy, Vol 15, Nro 89, 18-23, octubre-noviembre (2005).
- Einstein's unpublished opening lecture for his course on relativity theory in Argentina, 1925, A.Gangui and E.L.Ortiz, Science in Context, Vol. 21, issue 3, 435-450 (2008).
- Unpublished opening lecture for the course on the theory of relativity in Argentina, 1925, Albert Einstein, translated by A. Gangui and E. L. Ortiz, Science in Context, Vol. 21, issue 3, 451-459 (2008).
- Indagación llevada a cabo con docentes de primaria en formación sobre temas básicos de Astronomía, A.Gangui, M.Iglesias y C.Quinteros, Revista Electrónica de Enseñanza de las Ciencias, 9 (2), 467-486 (2010).
- Whither Does the Sun Rove?, A.Gangui, The Physics Teacher 49, 91-93 (2011).

## Libros
- Patrick Peter et Alejandro Gangui. Des défauts dans l’univers. Cordes cosmiques et autres trous de l’espace-temps. CNRS Editions, París, 2003.
- Alejandro Gangui, Lía Gerschenson y Celia Lombardi (comp.). Arte, ciencia y humanidades. Encuentros, desencuentros. Buenos Aires: Dunken, 2004.
- Alejandro Gangui. El Big Bang. La génesis de nuestra cosmología actual. EUDEBA, 2005.
- Alejandro Gangui y Viviana Bilotti. Querés saber qué es el Cielo? EUDEBA, 2005.
- Alejandro Gangui y Viviana Bilotti. Querés saber qué son las Estrellas? EUDEBA, 2005.
- Alejandro Gangui y Viviana Bilotti. Querés saber qué es el Universo? EUDEBA, 2006.
- Alejandro Gangui y Viviana Bilotti. Querés saber qué es el Big Bang? EUDEBA, 2006.
- Alejandro Gangui (ed.). El universo de Einstein. 1905-annus mirabilis-2005. EUDEBA, 2007.
- Sonia Betancort, Viviana Bianchi, Cristina Gabas y Alejandro Gangui (coor.). La ciencia en los cuentos: Antología de jóvenes narradores. Buenos Aires: Editorial Sudamericana, 2007.
- Alejandro Gangui. Poética astronómica. El cosmos de Dante Alighieri. FCE, 2008.
- Viviana Bianchi y Alejandro Gangui (coor.). La ciencia en los cuentos 2007: Antología de jóvenes narradores. Buenos Aires: Editorial Autores de Argentina, 2008.
- Alejandro Gangui. Cosmología. Buenos Aires : Ediciones del INET (Ministerio de Educación), 2009.
- Viviana Bianchi y Alejandro Gangui (coor.). La ciencia en los cuentos 2008: Antología de jóvenes narradores. Bahía Blanca: Master Grupo Editor, 2009.
- Alejandro Gangui, José E. Burucúa, Miguel de Asúa, Roberto Casazza, et al. Lecturas del cielo: Libros de astronomía en la Biblioteca Nacional. Catálogo de la muestra biblio-hemerográfica. Publicaciones de la Biblioteca Nacional de la República Argentina, 2009.
- Néstor Camino, María H. Steffani, Alejandro Gangui, Andrea Sánchez, Fatima Oliveira Saraiva, Lisbeth Cordani. Enseñanza de la Astronomía. Observación conjunta del Equinoccio de marzo. Cadernos SBPC 31: Sociedad Brasilera para el Progreso de la Ciencia, Sao Paulo: Off Paper Grafica e Editora, 2009.
- Viviana Bianchi y Alejandro Gangui (coor.). La ciencia en los cuentos 2009: Antología de jóvenes narradores. Buenos Aires: Editorial Autores de Argentina, 2010.

## Conferencias
- CMB skewness from mildly non-linear growth of perturbations. Workshop: observationally oriented cosmology, 14 International Conference on General Relativity and Gravitation - GR14, Florence, Italy, 1995.
- Textures and CMB non-Gaussian signatures. In the United Kingdom National Cosmology Meeting, Department of Applied Mathematics and Theoretical Physics, University of Cambridge, 1996.
- Topics on the Cosmic Microwave Background Anisotropies. Département d'Astrophysique Relativiste et de Cosmologie, Observatoire de París-Meudon, 1996.
- Those Circular Current-Carrying Cosmic String Loops Leading to Vortons. Eighth Marcel Grossmann Meeting on General Relativity, The Hebrew University, Jerusalem, Israel, 1997.
- Dynamics of Superconducting String Loops with Electromagnetic Self Interactions. International Workshop COSMO-97 on Particle Physics and the Early Universe, Ambleside, Lake District, England, 1997.
- Fluctuations Cosmologiques. In the "Journée Défauts Topologiques", Laboratoire de Physique Nucléaire et Hautes Energies, Université París VII - Denis Diderot, París, 1998.
- Computation of the CMB Bispectrum from Cosmic Strings. IVth Rencontres du Vietnam "Physics at Extreme Energies", Hanoi, Vietnam 2000.
- Support for Inflation from the pre-Planck Era. XXXVIIth Rencontres de Moriond "The Cosmological Model", Les Arcs, France, 2002.
- Cosmology from Topological Defects. Xth Brazilian School of Cosmology and Gravitation, Río de Janeiro, Brasil, 2002.
- Introduction to the cosmic microwave background. Workshop CMB Cosmic Microwave Background Radiation and Observational Cosmology, Tenth Marcel Grossmann Meeting on gravitation and relativistic field theories, Río de Janeiro, 2003.
- Palimpsesto cósmico: la radiación cósmica de fondo. En "Viernes de Ciencia", Planetario de la Ciudad de Buenos Aires Galileo Galilei, 2003.
- Progresos recientes en cosmología observacional. En la 47a Reunión Anual de la Asociación Argentina de Astronomía, CASLEO, San Juan, Argentina, 2004; y en la Escuela de Física, Universidad de Costa Rica, 2004.
- La física en (contra de) la ciencia ficción, Semana de la Física 2004, Departamento de Física Juan José Giambiagi, 2004.
- Albert Einstein, colaborador de La Vida Literaria. III Jornadas de Historia de la Ciencia Argentina, UNTreF, Buenos Aires, 2005.
- Non-standard non-gaussianity. Workshop on Non-Gaussianity in Cosmology, ICTP, Trieste, Italy, 2006.
- La física de la energía oscura y el Big Bang. 91 Reunión Nacional de la Asociación Física Argentina. Merlo, San Luis, 2006.
- Fondo cósmico de microondas: el contexto histórico y la resistencia a adoptar un universo en evolución. XVII Jornadas de Epistemología e Historia de la Ciencia. La Falda, Córdoba, Argentina, 2006.
- Parámetros cosmológicos y estados iniciales de no-vacío para las perturbaciones inflacionarias. 50 Reunión Anual de la Asociación Argentina de Astronomía, Malargüe, Mendoza, 2007.
- Primeros ecos de la relatividad en la astronomía argentina. Workshop sobre Historia de la Astronomía Argentina, La Plata, 2008.
- Kosmos. Pecha Kucha Night, Vol.10, Ciudad Cultural Konex, Buenos Aires, Argentina, 2008.
- No "explosion" in Big Bang cosmology. IAU - Symposium 260 "The Role of Astronomy in Society and Culture", UNESCO, París, 2009.
- El cosmos de Dante Alighieri. Instituto Balseiro, San Carlos de Bariloche, 2009.
- Sombras nada más: astronomía para los días de Sol. 35a Feria del Libro de Buenos Aires, 2009.
- La Astronomía del Barolo. III Congreso Iberoamericano de Filosofía de la Ciencia y de la Tecnología, UNTreF, Buenos Aires, 2010.
- La concepción Tomárâho de lo celeste. Oxford IX Regional Meeting, Lima, Perú, 2011.